# 五號作戰
五號作戰（日语：五号作戦），又名五十一號作戰、重慶作戰、四川作戰，是中国抗日战争中後期日本陸軍預定於1943年春季發動，以攻佔國民政府陪都重慶為目標的作戰。由於1942年下半日軍在太平洋戰區的需求抽調大批兵力支援、無力實施而中止。1944年春季，日軍發動其史上最大規模地面作戰——「一號作戰」時，日軍有了再次進攻重慶的機會，此計畫又再度被提起，但最終在1945年1月20日因太平洋戰場局勢的全面惡化而徹底放棄。

## 背景

### 利用「南方作戰」成果打破中國戰場的僵局
1938年武漢會戰後，日軍在中國戰場的戰略已轉為持久戰，基本停止戰略進攻，轉而採取政治誘降為主、軍事打擊為輔的方針，然而收效甚微，日軍內部普遍認知到若不使用武力則無法使已遷到四川省，以陪都重慶為戰時首都的中國國民政府屈服，有人提出應排除萬難攻下重慶，並設想在廣西梧州附近構築攔河壩將珠江截流，讓軍艦得以駛入廣西內地，從西南方向打開攻擊重慶的途徑；也有人提出可在宜昌上游構築堵塞長江的攔河壩，藉此溯江而上攻擊重慶。1941年11月27日，日軍發動太平洋戰爭前夕，中國派遣軍司令畑俊六於南京召開所屬各軍司令官會議，商討對中國戰局的處理方案，便討論到進攻重慶方面的問題。第11軍司令官阿南惟幾提議可經由湖南對重慶發動奇襲作為最後手段，以謀求局部停戰。華北方面軍司令官岡村寧次則表示應以10個師團的兵力越過秦嶺進攻重慶。
1941年12月1日，日本決定對英美荷開戰，並抽調了駐於中國的4個師團編入南方軍序列，中國派遣軍也接獲指示，應「大體保持現在態勢，尤其加強對敵封鎖」，也因此12月7日日軍偷襲珍珠港導致戰爭爆發後，除了為掩護進攻香港的行動而發動第三次對長沙的攻擊外，基本沒有大規模行動。1941年底至1942年初，日軍在太平洋與東南亞的「南方作戰」以迅速攻佔了馬來半島、新加坡、菲律賓、香港、關島、荷屬東印度等地的勝利作結束，這使日本大本營方面認為是對中國採取攻勢戰略，透過大規模進攻一舉擊垮國民政府或迫使其投降的機會。1941年12月24日，日軍大本營內閣聯席會議制定了《促使重慶屈服的工作方案》，決定「運用形勢的變化，特別是利用作戰的成果，乘機促使重慶政權屈服」。1942年3月19日，日本參謀總長杉山元上奏裕仁天皇，同樣提出希望「利用大東亞戰爭的成果，斷然向處理中國事變而邁進」，並提議「在中國進行較大規模的作戰」，以殲滅敵中央軍，或攻佔對重慶政府構成直接威脅的戰略要地，或是使重慶政府進一步喪失統制力，策動其各軍分裂、崩潰。

### 「西安作戰」、「四川作戰」到「五號作戰」
4月6日，杉山元在視察東南亞戰場後的返程經過上海，與畑俊六會面就進攻四川一事進行研究，認為在南方作戰取勝、切斷中國經由緬甸的對外交通後（例如滇緬公路），應集中兵力對國民政府後方的四川省發動戰略進攻。之後，又為進攻四川一事，參謀本部和中國派遣軍、華北方面軍又做了幾次商討，4月15日至17日日本國內召開的師團長、軍司令官、本土防衛軍司令官會議上，又對此做了研究。1942年4月18日，美軍自海上以航空母艦起飛重型陸基轟炸機，對日本本土施行了「杜立德空襲」，之後部份美軍轟炸機降落到中國浙江鐵路線的空軍基地。此事對日本戰爭決策起到相當的影響，中國派遣軍也受到指示，被要求發起對浙江方面的進攻、摧毀其航空基地，以保護本土不受空襲威脅，進攻重慶的構想也被提到議事日程。
5月10日（一說16日），日軍參謀本部次長田邊盛武中將抵達南京的中國派遣軍司令部，提出考慮在9月左右開始實施「西安作戰」（代號「五十號作戰」）。然後根據情況於明年4月進行「四川作戰」（代號「五十一號作戰」），希望在6月底前制定出「西安作戰」計畫。「西安作戰」目的為「殲滅西安地區正面之敵，攻占西安及寶雞附近要地，並努力切斷西北通道、強化對重慶政府的壓迫態勢，以支持政略謀略的推進。」，「四川作戰」之作戰目的則為「利用大東亞戰爭的戰果，伺機對四川平原實施進攻作戰、殲滅該方面中國抗戰軍隊的主力、攻佔四川平原要地，以政略與謀略相結合，使重慶政府屈服、崩潰或分裂。」由此，「四川作戰」計畫正式提上了日程。
中國派遣軍將計畫交予華北方面軍制定，後者早在1942年1月提出對陝西的進攻計畫（最初亦被稱作「五號作戰」，至5月改為「五十號作戰」），試圖自山西出發、攻擊司令部位於西安的國軍第八戰區胡宗南部隊，以為進攻重慶作準備，當前也準備進佔巴山山脈的廣元。中國派遣軍與華北方面軍的許多人對此計畫感到懷疑，甚至起了激烈爭論，華北方面軍不少人認為其部隊正全力掃蕩中共紅軍，以求迅速恢復治安，若能獲得增援自然想會去殲滅西安方面的國軍部隊，但後者與日軍對峙的同時也與延安方面的中共部隊對峙，以當前國共鬥爭正走向激化的局面，「若攻佔西安只會使日本在華北的主要敵人共產黨得利，因此下一步要考慮去消滅延安」，「日本同重慶方面雖一時相爭，卻有共存的性質。但日本同中共勢力之間是不容許共存的」；中國派遣軍看法類似，也認為此案還不如進攻長沙和常德（即1943年的常德會戰和1944年的大規模一號作戰），奪取穀倉地帶更為重要。6月，華北方面軍將「西安作戰」併入「四川作戰」。
6月15日，參謀本部開始起草「四川作戰」。6月26日，參謀本部決定將「四川作戰」時間提前，改為1943年2月至3月發動「西安作戰」，4月至6月進行「四川作戰」，並將兩作戰合併稱作「五十一號作戰」。月底，計畫基本制定完成，中國派遣軍將以16個師團、2個混成旅團、2個航空師團分別自西安、武漢出發，南北兩端夾擊四川。7月21日，日本首相兼陸軍大臣東條英機對進攻重慶案表示贊成。8月14日，東條裁定參謀本部的「五十一號作戰」，決定在1943年2月前後發動。8月25日，參謀本部向裕仁天皇上奏《根據目前形勢陸軍方面的作戰準備》一文件，說明作戰目的與綱要。8月24日至26日，參謀本部與中國派遣軍、關東軍就其進攻重慶計畫之細節，特別是航空與兵站等問題進行研究。8月30日，「五十一號作戰」被更名為「西安作戰」前者原有的「五號作戰」。9月3日，東條英機、杉山元就「五號作戰」計畫上奏裕仁天皇，得到了批准。9月9日，中國派遣軍召開第11軍、第13軍、第23軍和飛行第3師團參謀長會議，準備為「五號作戰」實施動員和佈署。大本營方面也下令自太平洋戰區抽調汽車部隊和渡河材料等30個編隊編入華北方面軍與第11軍序列，並開始發放軍需物資。

## 預備實施

### 計畫
「五號作戰」的作戰目標為使用中國派遣軍之主力部隊自西安、另一部分自武漢地區，以南北兩路發動進攻，擊潰中國中央軍主力，進入四川，攻佔重慶和四川各要地，並以最小兵力確保其安定。日軍北路使用之部隊以華北方面軍主力組成新建的第5方面軍，由原朝鮮軍司令官板垣征四郎大將擔任方面軍司令官，由第1軍（5個師團、1旅團，軍部已在山西）、第7軍（3個師團，新建單位）、第28軍（2個師團、1個旅團，新建單位）組成，必要時也可以華北方面軍全部兵力對應。南路則以第11軍（5個師團，軍部已在漢口）為主。中國派遣軍亦將於此戰投入第3飛行師團（已在南京）提供空中支援。
「五號作戰」之日軍作戰軍共分為三期作戰：
- 第一期作戰：先以第5方面軍集結於山西省南部、第11軍集結於武漢方面；前者先以一部份兵力佔領潼關一帶，後者則盡可能打開岳陽至宜昌的長江水路，以利之後的作戰。第5方面軍主力將於1943年春季發動進攻，殲滅西安方面的中國軍隊，一舉佔領西安、寶雞，第7軍將確保關中平原（西安、寶雞）、第1軍則繼續佔領漢中盆地，並向前推進至廣元一帶，若挺進到漢中盆地遭到困難，則另以第28軍向鄭州經老河口沿著漢水攻向漢中，估計抵達廣元時間為「五號作戰」開始後兩個月。第11軍同樣於1943年春季發動進攻，其有兩個進攻方向方案，第一方案是殲滅國軍第6戰區（宜昌西方地區）部隊，然後以主力從長江沿岸地區，以部分兵力從巴東附近，經恩施附近，進至萬縣、黔江一線；第二方案為殲滅第6戰區後，在條件允許下再消滅第九戰區（常德東南方地區）之國軍部隊，然後以主力從常德、辰州方面，以部分兵力從長江沿岸（其中一部分經恩施附近，到達黔江附近）挺進至萬縣、秀山一線。第3飛行師團則將以山西南部、西安附近和武漢方面為基地，以主力配合地面作戰，必要時也要消滅中國空軍力量。
- 第二期作戰：中國派遣軍若挺進至廣元附近及萬縣、黔江附近一線（或萬縣、秀山附近一線）時，應使各軍返回後方進行休整，補充兵力，準備進攻四川，完成此一戰備階段估計約一個月時間。為統一實施四川作戰，將會在作戰正式開始前將第11軍劃歸第5方面軍指揮，而後者在經過休整與兵力補充後，將搜索中國之中央軍予以殲滅。第11軍將負責攻佔重慶、第1軍的目標則為成都，作戰期間第28軍將策應第1軍與第11軍之作戰，且將首先策應第1軍，以自嘉陵江左岸方面攻佔重慶，再切斷成都方面中國軍隊之退路，若後者自成都向廣元方面發動反攻，亦可先殲滅成都方面，再轉向重慶。在完成上述作戰後，第5方面軍將佔領敘州、自流井、瀘縣等四川平原要地，並控制長江的渡河點。作戰時間估計約兩個月。期間第3飛行師團之主要任務為支援第5方面軍作戰。
- 第三期作戰：鞏固「五號作戰」的戰果，將在第二期作戰結束後繼續以部份兵力對各區要地實施作戰、掃蕩中國抗戰之基地。

除了以第5方面軍為首的「五號作戰」作戰軍外，中國派遣軍現有的15個師團佔領部隊也將於「五號作戰」期間實施不同程度的牽制行動，以利於四川方面的進攻，包括：
- 華北方面軍：由駐蒙軍（以1個獨立混成旅團為主力）、第18軍（以1個師團為主力）、第12軍（以3個師團為主力）和方面軍直屬部隊（以1個師團為主力）所編成，在保障現有佔領地的條件下，由第12軍對鄭州方面發起進攻，牽制中國軍隊。
- 華中方面；第9軍（以5個師團為主力）繼承第11軍原任務，同時向老河口方面進攻。第13軍（以4個師團為主力）繼續執行現有任務。
- 華南方面：第23軍（以1個師團為主力）繼續執行現有任務。

### 備戰
由於「五號作戰」規模巨大，日軍決定動員23萬新兵入伍，在8月25日參謀本部三課便提出將218萬的陸軍總人數增至227萬，分配如下：滿洲70萬將降至49萬，其中18萬調往中國關內，3萬回日本；中國現有61萬，將增至97萬，其中由日本本土、日屬臺灣、日屬朝鮮抽調12萬，自太平洋戰區調回6萬、自滿洲抽調18萬；日本本土、臺灣、朝鮮現有53萬，將降為50萬；太平洋戰區現有34萬，將降為28萬，總計使用部隊相當於1941年12月發動「南方作戰」時陸軍39萬兵力之兩倍半，也就是將近一百萬名官兵。
此外，由於「五號作戰」要求日軍於平原、高山等複雜地形作戰，還要渡過黃河、渭水、漢水、長江、嘉陵江、涪江、黔江等較寬的河流，日軍指揮機關與部隊為此進行相當的研究、準備和演練。以於「五號作戰」中擔當主力的第5方面軍為例，其在蒐集有關渡過黃河、越過秦嶺、大巴山，通過寶雞至漢中盆地等路線之過程中明顯感到有關資料不足，因此旗下參謀和領導人員都被要求盡可能去偵查、繪製、攝影，包括渡河點、橋樑、道路、隘口等。1942年6月29、30日，華北方面軍作戰參謀島貫武治、情報參謀橫山幸雄、第1軍情報參謀笹井寬一、中國派遣軍作戰參謀吉孚四入等人便前往潼關黃河對岸的風陵渡和北上至龍門、河津等黃河東岸偵查，準備自當地發起強渡，以突破國軍的防守。7月13、14日，華北方面軍參謀長安達二十三中將也與參謀搭乘飛機對秦嶺、大巴山的各種地形、設施進行空中偵查，並根據收集的資料，於蚌埠附近的淮河選擇與黃河類似的地形進行一週的渡河演練，由此避開洩密的風險。其他如第1軍、第11軍也就本次作戰進行研究和檢討，還提出一些新式作戰方式，如使用空降兵來佔領山地的隘口、險道。第36師團也被抽出一個步兵大隊來專門試驗山地作戰的編組、騾馬化使用裝備、攀登、消滅陡峭山崖上敵軍火力點等方法。
11月底，第1軍用兩週時間軍事演習，地點選擇與作戰預定地秦嶺標高大致相等的山西方五台山，由第1軍司令官吉本貞一中將指揮獨立混成第4旅團實施，在地形險峻的山地中完成掃蕩敵軍、佔領制高點、奪取隘口、攀登等任務，共步行約170公里，最終抵達標高3020公尺五台山頂，演習才結束。

## 國軍之應對
日本準備對四川發動大規模進攻一戰略情報為國民政府獲悉，重慶的軍事委員會立即在大後方進行備戰，令西安胡宗南的第8戰區增強黃河河防與陝南地區的防禦，湖北老河口的李宗仁第5戰區也受命增強武當山以東的守備，控制住進入蜀、陝的要道。湖北恩施陳誠的第6戰區同樣被要求加強長江與其南北兩岸要地的防衛，以扼守四川東部的門戶。
與此同時，以重慶作為陪都的國民政府加緊準備再次西遷的預案，原1938年至魯南地區作戰的第22集團軍總司令鄧錫侯被調回，受命組織有關部門至西康省西昌縣建設西昌行辕以備西遷固守（今四川西南部凉山彝族自治州西昌市）。尤其通往西昌只有傳統幾條馬幫的山野便道，1938年起修乐西公路，趕及1942年五號作戰前竣工。

## 結局

### 因太平洋戰區情勢惡化而中止
1942年下旬，正值中國派遣軍準備發起「五號作戰」的同時，日軍在太平洋戰場形勢嚴重惡化，中途島戰役、瓜達康納爾島戰役接連受挫，整個所羅門群島戰役情勢也正惡化，由此日軍中國派遣軍與駐於中國東北的關東軍需維持可調出一定數量部隊、投入太平洋增兵之用、暫不得在華發起大規模軍事行動。1942年10月至12月，日軍便抽調了華南的第51師團、華中的第16師團和華北的第41師團至南太平洋作戰，而原計畫從關東軍抽調18萬人給中國派遣軍的計畫，也受到關東軍的強烈反對，認為兵力不足將招致蘇聯進攻的可能，不得不放棄。
日軍不僅面臨可用兵力捉襟見肘的困難，在物資方面同樣短缺，據估計需要船舶10萬噸、鋼鐵5萬噸、汽油5萬噸，「五號作戰」主要策劃者之一的作戰部長田中新一承認在物資方面遭逢困難，日本陸軍省也正因「國家的物力困難」而反對此計畫、參謀本部第14課也在1942年8月29日指出明年陸軍僅能獲得70萬噸鋼鐵，這種存量是不足以實施「五號作戰」的，此話一出在參謀本部引起巨大反響，各部隨之於8月31日研究下一年度的物資動員計畫，知悉日本國力不足之真相，不少人就該計畫喪失了信心，包括急於推動該計畫的辻政信也改變態度，傾向推遲準備，田中新一在日記中寫下對本案的悲觀看法：「實施重慶作戰的前途，決非易事」，中國派遣軍參謀長河邊正三也認為本計畫「完全是孤注一擲的行為」，為「窮極之策」。
同年11月7日，大本營陸軍部就中止「五號作戰」與中國派遣軍研議，但後者仍認為增援若干兵力與器材發動「五十號作戰」仍能為整體戰略形勢有益。12月10日，杉山元就停止「五號作戰」、準備轉用部份兵力向裕仁天皇上奏：「中國派遣軍為使重慶政權迅速屈服，考慮以實行進攻四川作戰為有利，並已進行作戰準備。但鑑於現下國內外形勢、蘇德戰爭的演變，無論從戰爭指導或作戰觀點來看，1943年不可能進行本作戰。因此，擬指示中止該作戰準備。」裕仁隨即批准，當日大本營便以參謀總長名義向中國派遣軍宣佈大陸指第1367號宣佈中止該作戰，其他進攻性作戰在太平洋形勢明朗化前也被要求停止。
然而「五號作戰」的中止並不意味日軍完全放棄。中國派遣軍總司令畑俊六堅持認為「不用武力摧毀重慶政權，就不能打開大東亞戰爭的突破口」、「每有機會他就上書中央，堅決主張進行重慶戰役」、「不能解決中國事變便不能解決大東亞戰爭」、「希望中央撤銷大陸指第1367號，務必推進五號作戰的實施」。華北方面軍中最熱心發動「五號作戰」的安達二十三被調任第18軍司令官遠赴澳大利亞新幾內亞戰役比亞克島戰役作戰，原預定用於作戰的第20師團以及第41師團也被調出，此舉不得不使其放棄進攻西安的「五十號作戰」。然而截至1943年夏該方面軍仍在蒐集秦嶺、大巴山方面的情報，第1軍仍持續研究如何在山地推進兵站，並進行兵棋推演，直至1943年10月，第1軍骨幹部隊的第36師團也被調至澳大利亞新幾內亞戰役比亞克島戰役作戰，因此不得不放棄對成都與重慶的進攻。駐於武漢的日軍第11軍雖在經過研究後，認為無視周圍將近一百個師的國軍部隊進攻四川是不可能的，但同樣未完全放棄進攻的構想，因而在1943年接連發起江北殲滅作戰、江南殲滅作戰（中方稱之為「鄂西会战」）和常德會戰，建立隨時可向四川進攻的態勢。值得一提的是，12月10日杉山元發出中止「五號作戰」指示，由於第11軍新任司令官冢田攻中將不甘放棄該計畫，反覆致電請求實施，大本營對此猶豫不决，遂命令畑俊六在南京召開各軍司令官會議商討，12月18日會議結束後，冢田攻搭乘飛機自南京返回漢口特別市，但在途經蘄春時被國軍第21集團軍138師高射砲擊落，死於大別山。

### 「一號作戰」的機會
1944年初，日軍發動「一號作戰」（中方稱之為「豫湘桂會戰」），此戰日軍動員51萬兵力，為其在華規模最大的地面作戰，以打通平漢線、湘桂線和粵漢線交通為目標，一度使國民政府面臨危機，中國派遣軍也曾想過利用本作戰戰果進攻四川，但究竟要從西安、漢中南下？沿著長江西進？還是從貴陽北攻？多處方向難以決定。同年4月28日，華北方面軍主張進攻潼關，並於5月8日要求增兵沿著漢江攻漢中，配合湘桂方面作戰，亦可威脅重慶；但畑認為此時「一號作戰」才剛開始，形勢尚未明朗，而對平漢鐵路方面的進攻一旦結束，須轉送兵力至湘桂方面，且發現潼關國軍防禦力量頗強，兵力亦增加中，故華北方面軍只得下令部隊止於靈寶便不再前進。6月5日，中國派遣軍再度研議進攻四川的可能性，得出以下結論：
- 一、「一號作戰」給予中國軍隊的打擊約一年後才可恢復，同時判斷日後日本在全盤戰局的處境將益趨不利，因此宜在「一號作戰」後盡快進攻重慶。
- 二、大規模攻川方案：如要攻取四川，以自西安、漢中南下為主，從長江沿岸西上為輔，本案須大本營增援數個師團與有力空軍，並抽調南洋部隊。
- 三、小規模攻川方案：若不實施大規模方案，也需要進攻西安、梁山、貴陽三地，或其中兩個地方，最低也需攻取其中一處，以壓迫之勢逼迫重慶談和，至少也要制止在華美軍空軍的行動。若要同時攻取，應按西安、梁山、貴陽的順序進攻。

6月6日，大本營參謀次長秦彥三郎到南京視察，中國派遣軍提出上述意見供大本營核示，但後者忙於太平洋戰爭，一直到11月18日才命令華北方面軍研究「西安作戰」。30日，華北方面軍制定該作戰之指導大綱，準備於1945年初自山西運城和河南洛陽進攻國軍第1戰區，奪取西安與寶雞，預定時程一個半月，以此消滅中國西北一帶的空軍基地，此一計畫還稱自湘桂地區調兵困難，須自朝鮮和滿州方面調兵，但大本營只願增援兩個師團、一個戰鬥機聯隊，且無法抽調渡河工兵與資材。中國派遣軍只得因兵力不足為由決定不攻寶雞，僅佔領西安以東區域。
事實上，此時日軍大本營與中國派遣軍對中國戰場的看法再度陷入分裂，自1944年10月美軍登陸菲律賓和在雷伊泰島戰役中慘敗後，大本營即著手準備「本土決戰」計畫，制定以華中、台灣、南海諸島、硫磺島為外圈防禦線，實施持久戰來推遲美軍隊日本本土的進攻，以爭取在本土作最後決戰的準備時間。因此在此計畫中，中國派遣軍需固守現有佔領地，打敗東西兩面可能進攻而來的中美軍隊，戰略重點則放在中國中南部，特別是長江中下游要地，對於重慶方面則「加強對其的壓迫，擊敗其作戰力量，結合政治謀略，促其衰亡」。

### 終止

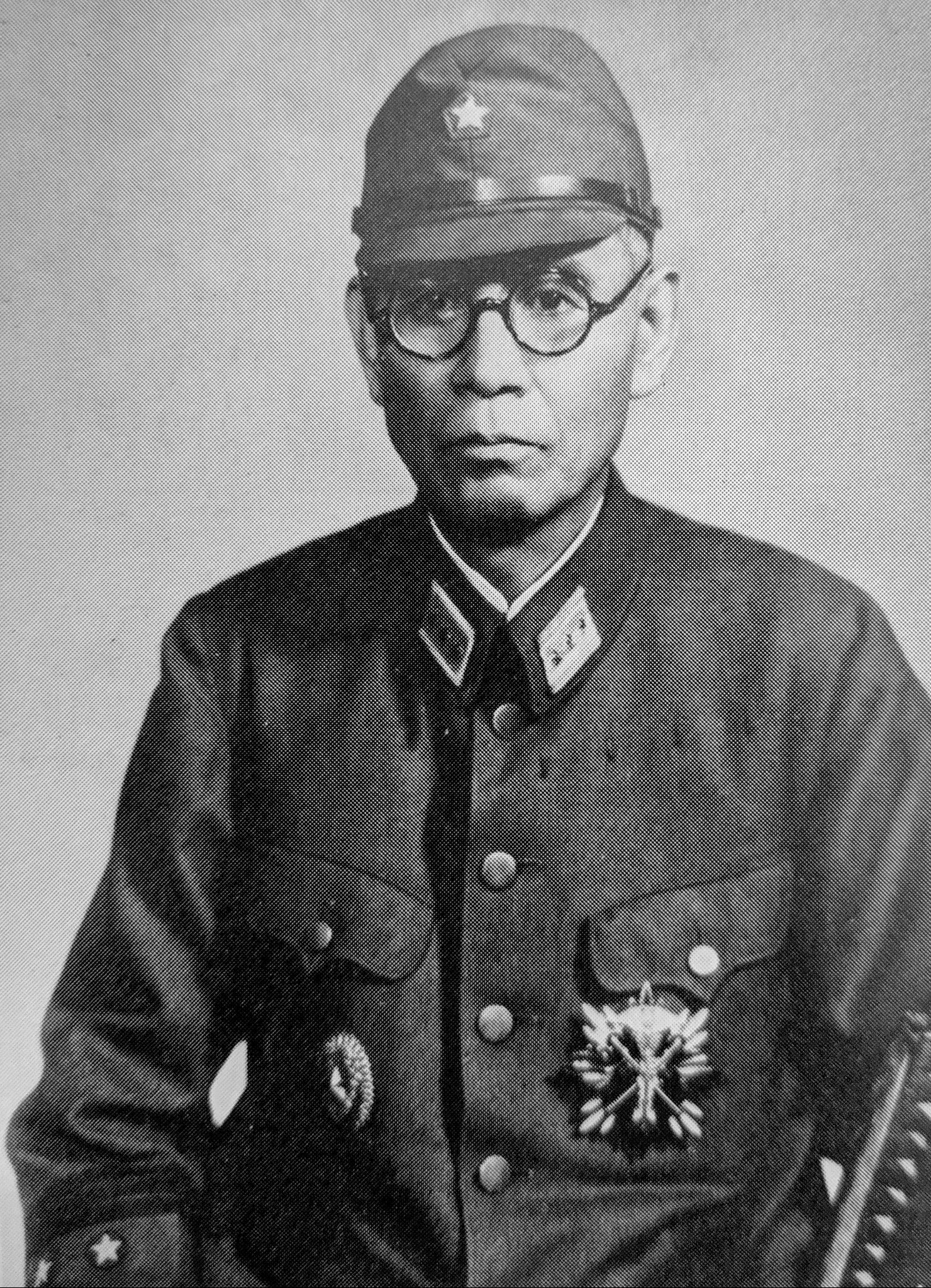
接替畑任中國派遣軍司令的岡村寧次大將，為日軍發起「一號作戰」後最積極推動「四川作戰」者

11月，岡村寧次接任畑中國派遣軍總司令職務，積極主張「四川作戰」、也籌劃對昆明、貴陽、重慶和成都進攻的計畫。12月初，日軍兵鋒於獨山戰役抵達貴州南部獨山縣，一度有進攻重慶之勢。國民政府主席蔣中正親自死守重慶，表示不惜於重慶陣亡；美軍駐華部隊司令阿尔伯特·魏德迈無法說服蔣遷政府至昆明，也留守重慶，但日軍始終未能攻入川內。12月30日與31日，岡村擬定了《進攻四川作戰計畫大綱》與《派遣軍今後作戰指導意見》，以此作為進攻四川的具體方案，並交由派遣軍參謀長松井久太郎向大本營匯報。岡村在《進攻四川作戰計畫大綱》和《派遣軍今後作戰指導意見》中指出，中國派遣軍應抓住目前戰略、政略上的「最後良機」，利用當前國軍尚未從「一號作戰」的打擊中恢復的狀態，再對四川其主力實施決定性打擊，既可摧毀美軍四川空軍基地對日本本土的威脅，又能造成中國政府與日本單獨媾和、脫離戰爭的機會，具體作戰方案為第6方面軍自1945年3月下旬對衡陽、柳州兩方正面開始攻擊，攻佔芷江和貴陽後再朝重慶和成都方面挺進，確保四川後，再打通長江沿線，以此取得連結四川的後方聯絡線，作戰時間預定4個月，具體行動計劃表下：
- 第一期作戰：第20軍派第40、47、116師團在3月下旬從邵陽進攻芷江，向重慶挺進，第40師團進攻貴陽。第11軍派第3、13、58師團三月底從廣西的宜山附近進攻貴陽，向成都挺進，預計作戰時間為一個月。
- 第二期作戰：第20軍派第40、116師團在5月中旬從芷江向涪州突進，渡過長江，進攻重慶。第11軍派遣第3、13、40、58師團於5中旬從貴陽附近進攻瀘縣，渡過長江後向成都挺進，之後第13師團留在安順附近戒備，預定作戰期為一個半月
- 第三期作戰：攻下重慶與成都後，第20、11軍互相協助，掃蕩四川省的東部和西部，第34軍派遣第39師團向萬縣突進，協助打通長江線。

此外，作戰一旦開始就應同步執行政治攻勢，促使中國政府徹底改組，並聯絡其內部促成全面和平，若無法做到至少也要達成國民政府內部分裂，支持地方政權。對於大本營提出要防範可能於中國大陸登陸的美軍，大綱則指出需停止當下繼續向南方抽調兩個師團的決定，即可同時肩負對重慶方面的進攻和防衛美軍登陸。
然而1945年1月6日，參謀總長梅津美治郎與第一部長宮崎周一會見松井，斷然否決其計畫，宮崎表示派遣軍主張雖有其道理，但當前面對主要敵人美軍的狀態下，憑日本當前國力和戰略態勢不可能實施兩面作戰。由此，中國派遣軍最後的任務被定調為專心為對美作戰準備、加強中國東南方面的戰備。1月20日，裕仁天皇批准大本營本土決戰計畫，22日又以其下令「大陸指」第2363號和「大陸命」1228號，明確規範和限制中國派遣軍只得以對美作戰為主要任務，對重慶方面「應以促使其衰亡和封鎖空中勢力為主」，軍事行動被嚴令侷限於小部隊的奇襲作戰。然而至此岡村仍未完全放棄進攻四川的計畫，指示麾下第6方面軍根據其研究結果，進攻四川一案必定發展為陣地戰，要先通過其外圍山地，還要通過人煙稠密地區、突破警戒嚴密的重慶外圍陣地，挺進300至400公里，至少需要兩到三個月，這種行動規模之大以至於不可能秘密進行，只得強行突破，若僅派遣數十個大隊難以突破國軍防線，而若動用數個師團，雖可奪取一些基地，卻不可能直抵重慶，一旦此戰未能成功，撤退將極為困難，必定付出巨大犧牲。
4月1日，美軍開始登陸沖繩島，中國派遣軍的處境也隨之變化，岡村的幕僚紛紛勸其採取東主西從的方針，以防衛美軍登陸中國沿海為主，並將備戰重點選在上海與山東半島，因此派遣軍大規模調動兵力，由南向北、由西向東集結，形同自行放棄了「一號作戰」的成果。直到戰爭結束，日軍再無進攻四川之計畫。

## 註解
1. ↑  1943年夏，關東軍反從中國派遣軍抽調7個師團編入[22]。

## 註腳
1. ↑  日本政府防衛廳防衛研究所戰史室（1984年），第22页
2. 1 2  文鋒（2012年），第44页
3. 1 2  宋儉（2002年），第35页
4. 1 2 3  張天社（2011年），第37页
5. ↑  胡德坤（2008年），第98-99页
6. ↑  王輔（1990年），第1804页
7. 1 2  張天社（2011年），第38页
8. 1 2 3 4 5  張天社（2011年），第39页
9. 1 2 3 4 5 6  胡德坤（2008年），第99页
10. 1 2 3 4 5 6  宋儉（2002年），第36页
11. 1 2  王輔（1990年），第1805页
12. ↑  日本防衛廳防衛研修所戰史室（1989年），22，第867页
13. ↑  王輔（1990年），第1806-1810页
14. ↑  日本政府防衛廳防衛研究所戰史室（1984年），第32-41页
15. ↑  日本政府防衛廳防衛研究所戰史室（1984年），第38页
16. ↑  劉萍，卡修躍 & 章伯鋒（1997年），第1594页
17. ↑  王輔（1990年），第1814-1816页
18. ↑  王輔（1990年），第1816页
19. 1 2  王輔（1990年），第1817页
20. ↑  新聞調查（2015年）
21. ↑  王輔（1990年），第1817-1818页
22. 1 2  張軍（1996年），第13页
23. ↑  文鋒（2012年），第45页
24. 1 2  日本防衛廳防衛研修所戰史室（1989年），23，第853页
25. ↑  日本防衛廳戰史室（1987年），第669页
26. ↑  王輔（1990年），第1818页
27. ↑  日本防衛廳戰史室（1987年），第670页
28. 1 2  徐旭陽（1998年），第68页
29. ↑  日本防衛廳防衛研修所戰史室（1989年），23，第859页
30. ↑  日本防衛廳戰史室（1987年），第672页
31. ↑  文鋒（2012年），第46页
32. 1 2 3 4  張永成（1999年），第105页
33. ↑  吳相湘（1974年），第1124-1125页
34. ↑  張永成（1999年），第106页
35. ↑  徐旭陽（1998年），第68-69页
36. ↑  齊錫生（2012年），第517页
37. 1 2  沙勁松（1989年），第13页
38. 1 2 3 4  徐旭陽（1998年），第69页
39. ↑  吳相湘（1974年），第1125页
40. ↑  吳相湘（1974年），第1126页
41. ↑  張永成（1999年），第107页
42. ↑  張永成（1999年），第107-109页